# Aire urbaine d'Eu
L'aire urbaine d'Eu est une aire urbaine française centrée sur l'unité urbaine d'Eu. Composée de 26 communes, elle comptait 31 291 habitants en 2013.
Au 1er janvier 2016, elle a perdu les communes d'Assigny et Tocqueville-sur-Eu, qui ont fusionné avec 16 autres communes pour former Petit-Caux. Elle ne compte donc depuis cette date que 24 communes.

## Caractéristiques
D'après la définition qu'en donne l'INSEE, l'aire urbaine d'Eu est composée de 26 communes, situées dans la Seine-Maritime et la Somme. Ses 32 604 habitants font d'elle la 188e aire urbaine de France.
8 communes de l'aire urbaine sont des pôles urbains.
Le tableau suivant détaille la répartition de l'aire urbaine sur les départements (les pourcentages s'entendent en proportion du département) :
| Département    | Communes | Communes (%) | Superficie (km²) | Superficie (%) | Population (1999) | Population (%) |
| -------------- | -------- | ------------ | ---------------- | -------------- | ----------------- | -------------- |
| Seine-Maritime | 21       | 2,8          | 183,82           | 2,9            | 25 515            | 2,1            |
| Somme          | 5        | 0,6          | 32,14            | 0,5            | 7 089             | 1,3            |

## Communes
Voici la liste des communes françaises de l'aire urbaine d'Eu.
| Code INSEE | Commune                                | Type                  | Département    | Superficie (km²) | Population (1999) | Densité (hab./km²) |
| ---------- | -------------------------------------- | --------------------- | -------------- | ---------------- | ----------------- | ------------------ |
| 76027      | Assigny                                | Commune monopolarisée | Seine-Maritime | +0006,05         | +00 000306,       | +00050,58          |
| 76058      | Baromesnil                             | Commune monopolarisée | Seine-Maritime | +0007,98         | +00 000259,       | +00032,46          |
| 76155      | Canehan                                | Commune monopolarisée | Seine-Maritime | +0006,18         | +00 000306,       | +00049,51          |
| 76192      | Criel-sur-Mer                          | Commune monopolarisée | Seine-Maritime | +0021,12         | +0 0002 670,      | +00126,42          |
| 76207      | Cuverville-sur-Yères                   | Commune monopolarisée | Seine-Maritime | +0011,06         | +00 000176,       | +00015,91          |
| 76252      | Étalondes                              | Commune monopolarisée | Seine-Maritime | +0004,63         | +0 0001 030,      | +00222,46          |
| 76255      | Eu                                     | Pôle urbain           | Seine-Maritime | +0017,93         | +0 0008 081,      | +00450,7           |
| 76266      | Flocques                               | Commune monopolarisée | Seine-Maritime | +0004,93         | +00 000615,       | +00124,75          |
| 76374      | Incheville                             | Pôle urbain           | Seine-Maritime | +0007,89         | +0 0001 431,      | +00181,37          |
| 76422      | Melleville                             | Commune monopolarisée | Seine-Maritime | +0009,09         | +00 000294,       | +00032,34          |
| 76435      | Le Mesnil-Réaume                       | Commune monopolarisée | Seine-Maritime | +0005,55         | +00 000439,       | +00079,1           |
| 76442      | Monchy-sur-Eu                          | Commune monopolarisée | Seine-Maritime | +0008,99         | +00 000492,       | +00054,73          |
| 76507      | Ponts-et-Marais                        | Pôle urbain           | Seine-Maritime | +0005,9          | +00 000828,       | +00140,34          |
| 76619      | Saint-Martin-le-Gaillard               | Commune monopolarisée | Seine-Maritime | +0017,8          | +00 000315,       | +00017,7           |
| 76638      | Saint-Pierre-en-Val                    | Commune monopolarisée | Seine-Maritime | +0007,73         | +0 0001 018,      | +00131,69          |
| 76644      | Saint-Rémy-Boscrocourt                 | Commune monopolarisée | Seine-Maritime | +0008,37         | +00 000694,       | +00082,92          |
| 76671      | Sept-Meules                            | Commune monopolarisée | Seine-Maritime | +0008,22         | +00 000163,       | +00019,83          |
| 76696      | Tocqueville-sur-Eu                     | Commune monopolarisée | Seine-Maritime | +0003,6          | +00 000153,       | +00042,5           |
| 76703      | Touffreville-sur-Eu                    | Commune monopolarisée | Seine-Maritime | +0005,69         | +00 000207,       | +00036,38          |
| 76711      | Le Tréport                             | Pôle urbain           | Seine-Maritime | +0006,77         | +0 0005 900,      | +00871,49          |
| 76745      | Villy-sur-Yères                        | Commune monopolarisée | Seine-Maritime | +0008,34         | +00 000138,       | +00016,55          |
| 80063      | Beauchamps                             | Pôle urbain           | Somme          | +0007,22         | +00 000987,       | +00136,7           |
| 80127      | Bouvaincourt-sur-Bresle                | Pôle urbain           | Somme          | +0006,82         | +00 000694,       | +00101,76          |
| 80533      | Mers-les-Bains                         | Pôle urbain           | Somme          | +0005,39         | +0 0003 394,      | +00629,68          |
| 80613      | Oust-Marest                            | Pôle urbain           | Somme          | +0005,8          | +00 000704,       | +00121,38          |
| 80714      | Saint-Quentin-la-Motte-Croix-au-Bailly | Commune monopolarisée | Somme          | +0006,91         | +0 0001 310,      | +00189,58          |
|            | Total                                  |                       |                | +0215,96         | +00032 604,       | +00150,97          |